# سیارک ۷۳۸۵
سیارک ۷۳۸۵ (به انگلیسی: 7385 Aktsynovia، نامگذاری:1981UQ11) هفت هزار و سیصد و هشتاد و پنجمین سیارک کشف شده‌است که در ۲۲ اکتبر ۱۹۸۱ کشف شد.
قدر مطلق سیارک برابر ۱۴٫۰۰ است.